# Voices of the Void
Voices of the Void (с англ. — «Голоса пустоты») — независимая компьютерная игра в жанре симулятора и песочницы, разрабатываемая Mr.Dr.Nose с 2022 года. В ней игрок берёт на себя роль учёного, ведущего астрономические наблюдения в обсерватории в глухом лесу. По ходу игрового процесса её необходимо обслуживать, пока окружающая обстановка создаёт ощущение, будто за главным героем кто-то следит. Игра основана на другой инди-игре Signal Simulator и распространяется в раннем доступе бесплатно через itch.io, либо через официальный сайт.

## Игровой процесс

Игровой процесс. Видны 4 терминала, на самом левом идёт скачивание сигнала

После прохождения обучения и начала новой игры игрок оказывается на территории обсерватории где-то в Швейцарии. Основной целью является проведение наблюдений, что включает нахождение, запись и обработку данных о космических объектах. Для этого игроку предоставлены 4 терминала со своими отдельными задачами, для обмена данными между которыми необходимо пользоваться физическими носителями. Во внутриигровые задачи также входит и обслуживание комплекса. Почти всё оборудование зависит от серверов, регулярно выходящих из строя. Для их починки необходимо пройти основанную на простейшей математике мини-игру. В случае поломки на телескопе персонажу будет необходимо добраться до него пешком или на квадроцикле. Также телескопы необходимо настраивать при помощи терминалов. Ещё необходимо обслуживать и электрические системы. За успешную работу игрок будет получать внутриигровую валюту, которую можно потратить на улучшение имеющегося оборудования или закупку тех или иных вещей. Вместе с этим у главного героя имеются потребности в еде и сне.
Игра пытается напугать игрока, но основным средством для этого являются не скримеры, а атмосфера. Главный герой находится в обсерватории в одиночку, а сама она расположена где-то глубоко в лесу, нередко почти в полной темноте, что, вместе с наблюдением за космосом, может создать дискомфортное ощущение чужого взгляда на себе.
В своей атмосфере игра частично стремится к Half-Life 2, в том числе в ней представлено множество звуковых эффектов из неё.

## Восприятие
В своём превью Voices of the Void Элис О’Коннор из Rock, Paper, Shotgun в качестве недостатков отмечает странное управление, недоступность всех 4 терминалов с самого начала игры и непроработанный интерфейс.